# Sgurr-of-Eigg-Pitchstone-Formation
Die vulkanische Sgurr-of-Eigg-Pitchstone-Formation auf der schottischen Insel Eigg besteht überwiegend aus einem endpaläozänen Ignimbrit.

## Etymologie

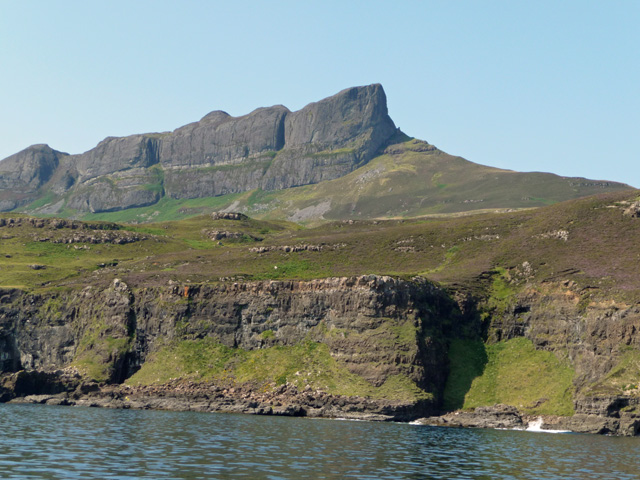
Blick von Südosten hoch zur Sgurr-of-Eigg-Pitchstone-Formation. Das Küstenkliff im Vordergrund und die Gesteine unterhalb des An Sgùrr-Höhenrückens werden aus der Eigg-Lava-Formation aufgebaut.

Die Formation ist nach dem Sgurr of Eigg bzw. dem An Sgùrr benannt.
Der Name der Insel Eigg leitet sich vom Schottisch-Gälischen eige ab, dem Genitiv von eag mit der Bedeutung „Kerbe, Scharte, Einfurchung“. Gemeint ist hiermit die ausgeprägte Niederung, die durch die Mitte der Insel Eigg in Richtung Südosten verläuft.
Sgùrr hat die Bedeutung „hohe, spitz zulaufende Erhebung, (Fels)gipfel“. An ist der bestimmte Artikel „der, die, das“. An Sgùrr ist somit schlichtweg „der Gipfel“. Sgùrr kann aber auch einen „Felsabbruch“ oder einen aufragenden „Felsen“ bezeichnen. Womöglich stammt das Wort auch aus dem Altnorwegischen und leitet sich dann von sker ab.
Das Englische pitchstone kann im Deutschen als Pechstein wiedergegeben werden.

## Geschichtliches
Die Geologie von Eigg ist schon seit dem ausgehenden 17. Jahrhundert bekannt. Eine geologische Erstbeschreibung der Insel wurde von Martin Martin verfasst und stammt aus dem Jahr 1695. Im Jahr 1867 schlug Archibald Geikie ein korrektes tertiäres Alter für die Vulkanite der British Paleogene Igneous Province (abgekürzt BPIP) insgesamt vor. Geikie interpretierte die Sgurr-of-Eigg-Pitchstone-Formation als einen Lavastrom, der ein Flusstal aufgefüllt hatte. Sodann reinterpretierte Alfred Harker im Jahr 1908 die Formation als einen riesigen Lagergang und das darunterliegende Konglomerat als ein vulkanisches Agglomerat, das einen Förderschlot abdeckte. Jedoch stimmte Edward Battersby Bailey im Jahr 1914 erneut mit Geikie überein. Hierbei blieb es erst einmal. Im Jahr 1980 wurde Eigg intensiv von E. A. Allwright neu kartiert, ihr folgte sodann im Jahr 1997 C. Henry Emeleus, der die Formation etablierte. Beide Autoren hielten Geikies Ansichten aufrecht. Eine vollkommene neue Deutung erhielt die Sgurr-of-Eigg-Pitchstone-Formation erst im Jahr 2013 durch David J. Brown und Brian R. Bell, die sie jetzt als Ignimbrit deuten.

## Geographie

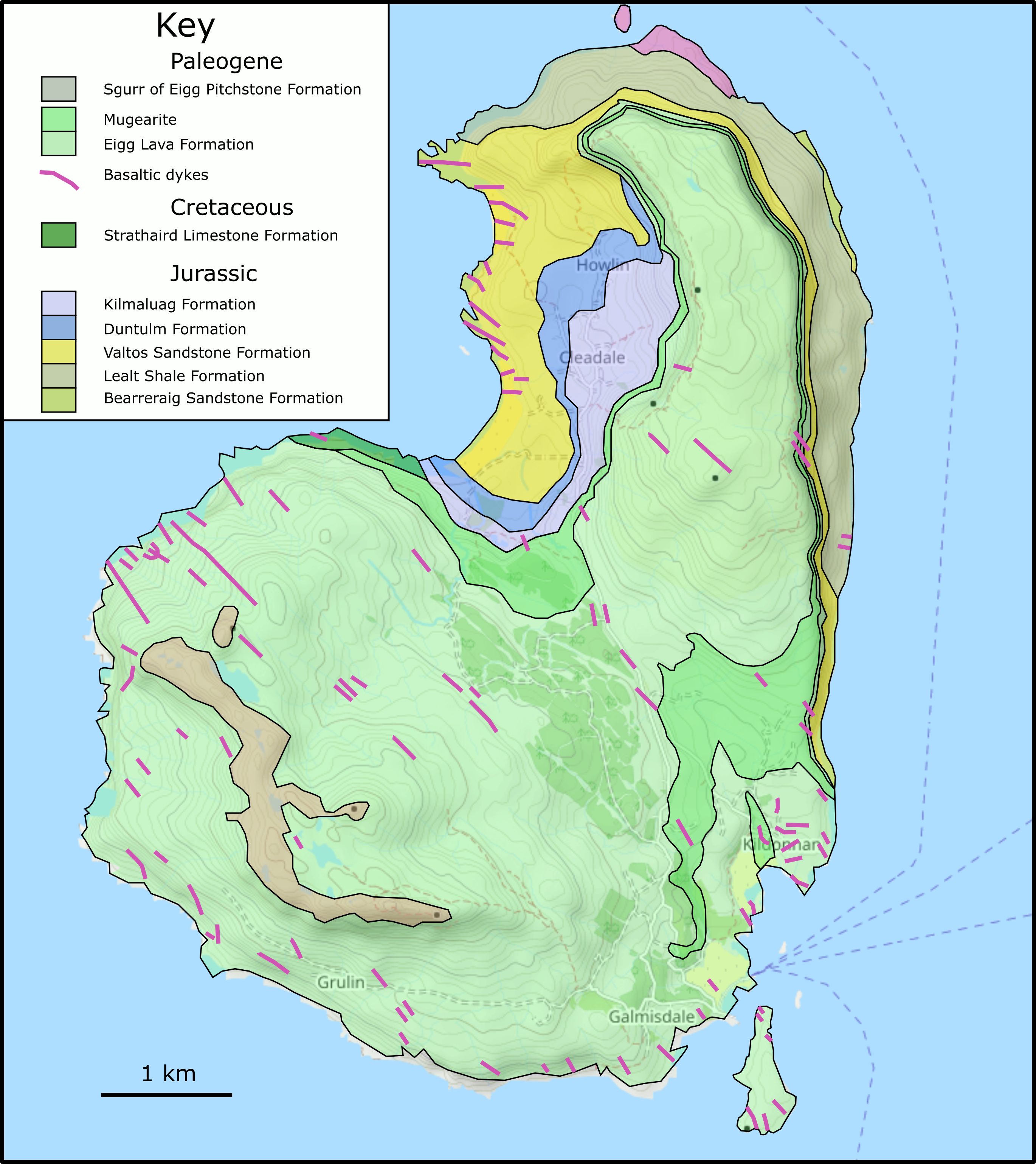
Geologische Karte von Eigg. Die Sgurr-of-Eigg-Formation ist in Grau dargestellt und bildet den geschwungenen Höhenrücken im Südwesten von Eigg.

Die Sgurr-of-Eigg-Pitchstone-Formation steht im Süden und im Südwesten der Insel Eigg an. Sie baut den glatten und jäh, bis zu 120 Meter aufragenden Höhenrücken des An Sgùrrs auf, welcher sich nach Nordwesten auf zirka 3,5 Kilometer bis nach Bidean Boidheach fortsetzt. Ihre maximale Höhe mit 393 Meter erreicht die Formation am Gipfel des An Sgùrrs. Die Formation findet sich aber nicht nur auf Eigg, sondern auch auf den Inselchen von Òigh-sgeir, die 15 Kilometer weiter westlich von Rùm und 30 Kilometer westlich von Eigg gelegen sind.
Anhand von bathymetrischen Daten konnte K. Smith (2012) einen 5 Kilometer langen und 15 Meter hohen, sinusförmig gewundenen Rücken südlich von Muck identifizieren, welcher womöglich ein weiteres, submarines Vorkommen der Sgurr-of-Eigg-Pitchstone-Formation darstellt. Sollte sich dies bestätigen, dann würde sich die Ausbreitung des Ignimbrits um weitere 10 Kilometer in Richtung Süden erweitern und somit eine Distanz von gut 60 Kilometer vom Ausbruchszentrum auf Skye erreichen.
Als Ausbruchszentrum des Ignimbrits gilt neuerdings Marsco in den Western Red Hils auf Skye – und nicht wie zuvor angenommen das Vulkanzentrum von Rùm.

## Geologie
Die Sgurr-of-Eigg-Pitchstone-Formation folgt auf der Insel Eigg diskordant auf die Eigg-Lava-Formation des Thanetiums. Die Formation bildet das stratigraphisch Hangende auf Eigg und liegt auf der Zentralen Gruppe der Eigg-Lava-Formation, vertreten durch die Cnoc Greagach Group und die Cora-bheinn Group. Etwa 150 Meter westlich des An Sgùrrs wird die Formation von einem einzigen zusammengesetzten Gang aus Basalt und Felsit intrudiert. Ansonst wird die Formation von den in der Eigg-Lava-Formation so häufigen Basaltgängen nicht in Mitleidenschaft gezogen – die generell älter sind.
Die Sgurr-of-Eigg-Pitchstone-Formation ist ein kristallreiches, trachydazitisches, teils vitrophyrisches Gestein, das wie bereits dargelegt vormals als Lavafluss oder als ein riesiger Lagergang angesehen wurde. Die Formation gilt jedoch mittlerweile als ein chemisch zonierter, rheomorpher, lavaähnlicher Ignimbrit, der während einer länger dauernden pyroklastischen Eruption entstanden war.

## Petrologie

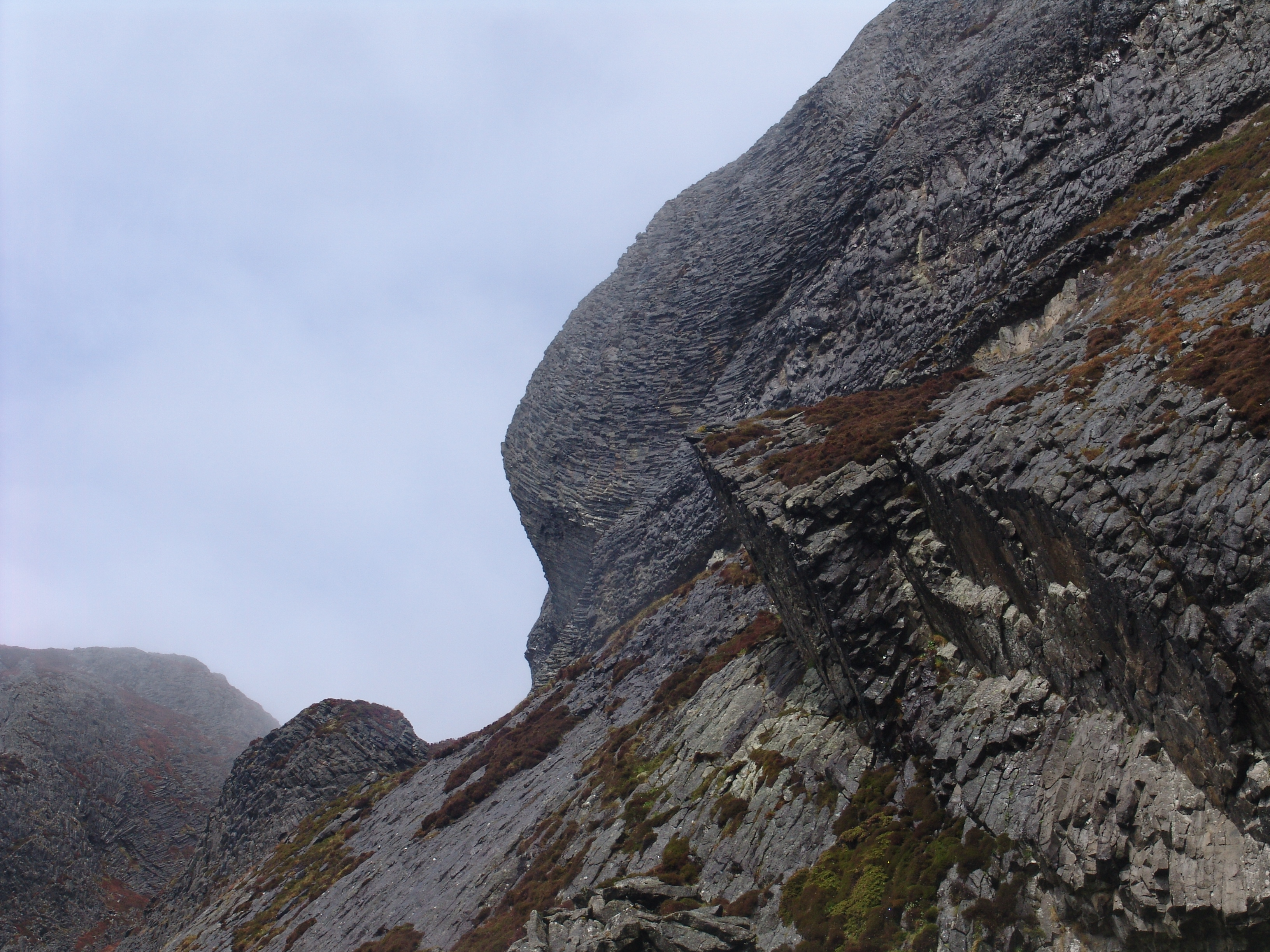
Gebogene Abkühlungssäulen bei Purphura

Die Formation besteht aus porphyrischen, trachydazitischen bis dazitischen Pechsteinen. Im frischen Zustand ist der glasige Pechstein von schwarzer bis matt-dunkelgrauer Farbe und wird von kleinen Feldspatkristallen und seltener auch Pyroxenen gespickt. Im verwitterten Zustand ist das Gestein bleich bis grau. Entglasungserscheinungen sind weit verbreitet, vor allem im Liegenden. Hier an der Basis ist der Pechstein zerbrochen (brekziiert) und zersetzt und mit unterlagernden Sedimenten vermischt – was auf phreatische Explosionen beim Kontakt mit den noch nassen Sedimenten schließen lässt.
Generell zeichnet sich der Pechstein durch eine hervorragende Säulenabsonderung aus, wobei die einzelnen Säulen zwischen 70 und 150 Zentimeter an Durchmesser erreichen können. Die räumliche Ausrichtung der Säulenklüfte ist jedoch auf Eigg enorm variabel. Dies hängt mit den steilen Talseiten zusammen, von denen die Abkühlung nach innen fortgeschritten war. Möglicherweise hat hierzu auch hinzutretendes Oberflächenwasser beigetragen, als es in die sich abkühlende Masse einsickerte.

### Petrographie und Mineralogie
Die Sgurr-of Eigg-Pitchstone-Formation ist ein trachydazitischer, vitrophyrischer Vulkanit. Enthalten sind bis zu 1 Millimeter, maximal 3 Millimeter große Kristalle aus Sanidin, Anorthoklas, Plagioklas, eisenreichem Klinopyroxen, Orthopyroxen, seltener Biotit sowie die opaken Oxide Titanomagnetit und Ilmenit. Apatit kann gelegentlich angetroffen werden, Quarz ist extrem selten und fehlt meistens. Augit und Orthopyroxen besitzen keine Exsolutionslamellen, jedoch kann Augit manchmal schwach pleochroisches Orthopyroxen ummanteln. Kristallaggregate und -verwachsungen sind ebenfalls zu beobachten und Ummantelungen von Plagioklas durch Anorthoklas sind gleichfalls bekannt.
Die Kristalle stellen etwa 15 Volumenprozent des Gesamtgesteins. Die Feldspäte sind idiomorph bis xenomorph, gewöhnlich zerbrochen und weisen recht oft Siebstruktur auf. Manche Kristalle sind sehr stark puzzlehaft zerbrochen. Gesteinsbruchstücke von Basalt sind allgegenwärtig.
Die 85 Volumenprozent betragende Grundmasse ist glasig bis vollkommen entglast. Gekrümmte, perlitische Risse sind häufig. Das Glas ist homogen und dicht. Nur an der Basis enthält es Fiamme-ähnliche Strukturen sowie als mikroskopische Fließstrukturen ausgelängte, schlierenhafte, dunkle und helle Bänderungen im Millimeterbereich, stellenweise werden auch 3 Millimeter an Stärke erreicht. Die Bänderungen bilden ein markantes, subhorizontales Gefüge aus, auch wenn manchmal kleine Verfältelungen zugegen sind. Die Bänder werden im Bereich von Phänokristallen und Gesteinsbruchstücken verformt und abgeplattet, oft ist auch eine Rotation der Kristalle und der Bruchstücke zu beobachten. Viele Bänder sind nicht durchgehend und zeigen mancherorts raue oder faserige Endungen. Scherbenartige Strukturen in Ypsilon- oder Schwalbenschwanzform sind insbesondere im Liegenden vorhanden und werden meist in Druckschatten in der Nähe von Kristallen oder Bruchstücken angetroffen.
REM-Untersuchungen der Grundmasse geben reichhaltig lattenförmige, isomorphe Alkalifeldspatkristallite zu erkennen, welche von einem homogenen, kieselsäurehaltigen Material umgeben werden. Die Feldspatkriställchen erscheinen in markanten Bündeln, die um einen zentralen Kern herum sphärolithisch, manchmal auch axiolithisch gewachsen sind. Diese Strukturen sind wahrscheinlich durch Entglasung entstanden.
Die hellen, vitrophyrischen Lagen (es sind bis zu 4 Lagen erkennbar) können ähnliche Gefüge manifestieren, sie unterscheiden sich aber dennoch strukturell von den dunklen Ignimbritlagen durch ihre nahezu kugelförmigen, örtlich zusammengeballten Mosaike aus dunklen Verwachsungen von Quarz und Feldspat. Ansonsten ist dieselbe Mineralogie vorhanden.

## Stratigraphischer Aufbau

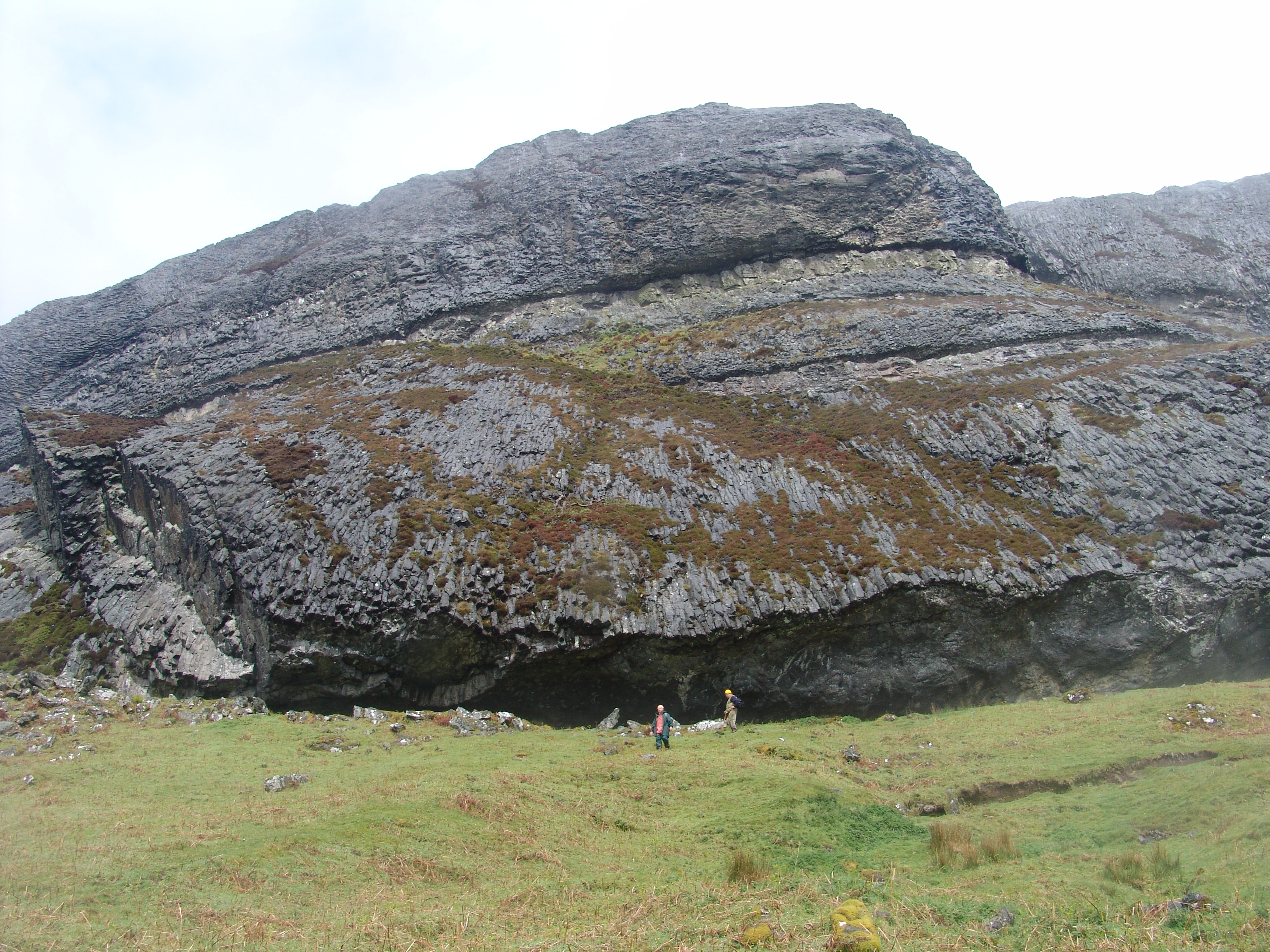
Die Sgurr-of-Eigg-Pitchstone-Formation bei Purphura mit streuenden Abkühlungssäulen und zwei helleren Vitrophyrlagen

Die Sgurr-of-Eigg-Pitchstone-Formation beginnt im Liegenden örtlich mit einer 1 bis 2 Meter mächtigen Brekzie aus Pechstein, welche ihrerseits noch Taschen von mit Pflanzenresten versehenen, fluviatilen Konglomeraten (hervorgegangen aus der Eigg-Lava-Formation) aufsitzen kann. Die Taschen können stellenweise wie bei Bidean Boidheach im Westen an die 50 Meter an Mächtigkeit erreichen. Die unterlagernde basale Brekzie wird wie bereits angesprochen als Produkt von phreatomagmatischen Explosionen angesehen, welche sich durch den Kontakt des ausfließenden Pechsteins mit nassen Flusssedimenten ereignet hatten.
Laut Emeleus (1997) setzte der Sgurr-of-Eigg-Pitchstone zu Beginn mit einem kleinvolumigen Aschenstrom ein, welchem zwei oder mehr Lavaflüsse folgten und so das Paläotal in der Eigg-Lava-Formation schließlich vollkommen übermannten. Diese Ansicht wird aber mittlerweile nicht mehr aufrechterhalten.
In den untersten 3 Metern des Pechsteins bei Bidean Boidheach befindet sich ein dünner Horizont mit durchgehender Fließbänderung (engl. flow banding), welcher womöglich eine verschweißte Tufflage repräsentiert. Der Horizont wird in sich zurücklehnende Isoklinalfalten (engl. recumbent folds) verfaltet. Sowohl die Fließbänderung als auch die Isoklinalfalten lassen darauf schließen, dass sich während des Ablagerungsrozesses eine Rheomorphose ereignet hatte.
Mehrere Meter dicke, bleiche, cremefarbene, entglaste Pechsteinniveaus sind an den südlichen Steilwänden des An Sgurr-Höhenrückens recht häufig zu sehen. Nach alter Sichtweise handelt es sich hierbei um Intrusionen eines weiter differenzierteren rhyolithischen Magmas in die Hauptmasse des Pechsteins – um einen so genannten Vitrophyr. Brown und Bell (2013) sehen jedoch hierin ein Entglasungsphänomen – was auch durch nahezu kugelförmige Sphärolithen, die sich während des Entglasungsprozesses gebildet hatten, untermauert wird. Diese ursprünglich glasigen Lagen werden somit jetzt als untere und obere Vitrophyre der dunklen Ignimbriteinheiten angesehen. Die Vitrophyrlagen können sich seitwärts sehr stark ausdünnen und schließlich ganz verschwinden.

### Unterlagerndes Konglomerat
Einigkeit herrscht nach wie vor über die Talgebundenheit des unterlagernden Konglomerats. Der fluviatile Ursprung wird jedoch mittlerweile ebenfalls in Frage gestellt. Vielmehr wird das Konglomerat jetzt als Schuttstrom (engl. debris flow) bzw. Lahar angesehen.
Das unterlagernde Konglomerat tritt am Höhenrücken  des An Sgùrrs an drei Stellen auf: am Nordwestende bei Bidein Boidheach, am Ostende unterhalb The Nose und am Boden von The Recess direkt südöstlich unterhalb des Hauptgipfels. Letztes Vorkommen ist nur schlecht aufgeschlossen, es enthielt aber braune Holzreste und Teile eines schwarzen, verkieselten Baumstammes – der Eigg-Kiefer Pinites eiggensis (engl. Eigg pine). Am mächtigsten wird das Vorkommen bei Bidein Boidheach, das nahezu 65 Meter erreicht. Es kann in 5 individuelle Konglomeratlagen unterteilt werden. Das Konglomerat unterhalb von The Nose ist 14 Meter mächtig und kann in 4 lithologische Einheiten gegliedert werden.
Das Konglomerat zeigt meist keinerlei erkennbare Schichtung, kann aber stellenweise durchaus Lagerung aufweisen. Seine Klastengröße nimmt in Richtung Liegendgrenze zu. Enthaltene Klasten sind Basalt (auch blasenreicher Basalt und generell sämtliche Basaltvarietäten der unterlagernden Eigg-Lava-Formation), roter und grüner Sandstein, rotbraune Sandsteine, rote Arkosesandsteine, wesentlich seltener auch Granit, Schiefer, roter Tonstein und sehr selten Trachyt, Rhyolithporphyr sowie saures quarzhaltiges Glas. Der rote Sandstein stammt wahrscheinlich aus dem Torridonian von Rùm, denn Torridonian tritt auf Eigg nicht auf. Die Größe der Klasten kann 75 bis 200 Zentimeter und darüber hinaus erreichen. Die Klasten sind rund, abgerundet und oft auch eckig, blockig bis plattig. Die einzelnen Konglomeratlagen können matrix- oder auch klastengestützt sein. Die runden bis abgerundeten Klasten sind wahrscheinlich einer fluviatilen Phase zuzuordnen oder stammen direkt aus der Eigg-Lava-Formation. Eine Analyse der Klastenimbrikationen ergibt eine Schüttungsrichtung von Ost nach West. Der Auslöser des Lahars dürften torrentielle Regengüsse gewesen sein, möglicherweise auch ein starkes Erdbeben, das Hanginstabilitäten initiierte.

### Pechstein-Brekzie

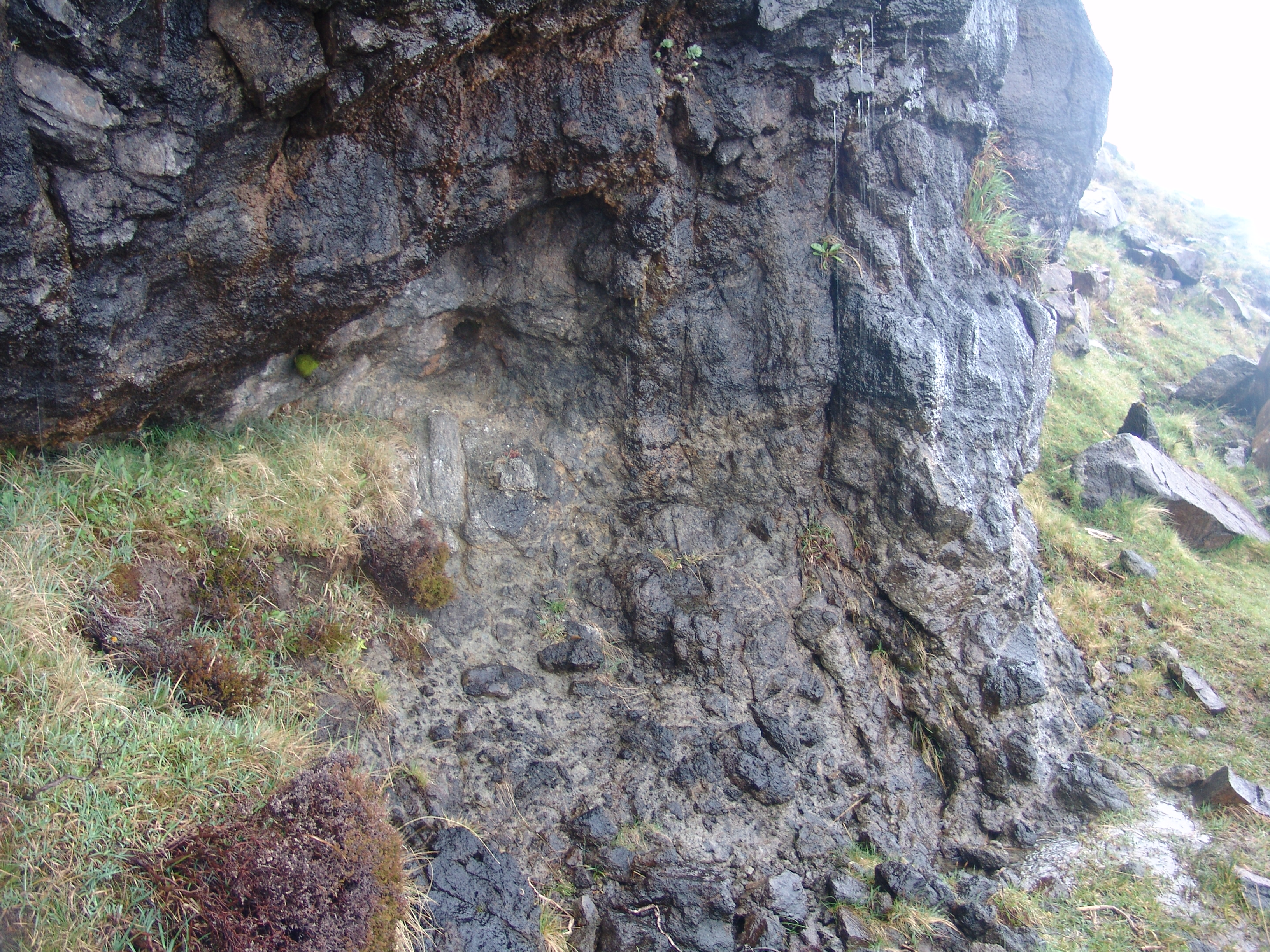
Kontakt zwischen der Brekzie und dem auflagernden Pechstein

Stellenweise wird der eigentliche Pechstein noch von einer 1 bis 2 Meter mächtigen Pechstein-Brekzie unterlagert. Da die Brekzie gegenüber der Erosion weniger resistent ist, haben sich am Fuß des Pechsteins Erosionsnischen (engl. recesses) gebildet. Die Brekzie ist ein massiver, matrix-gestützter Gesteinskörper. Sie besteht aus 1 bis 20 Zentimeter großen, abgerundeten bis eckigen Klasten aus kristallreichem Pechstein, welche von einer hellgelben Matrix eingehüllt werden. Die Matrix baut sich ihrerseits wiederum aus stark verwittertem glasigen Material im Sandkornbereich auf.
Viele Klasten besitzen fluiddynamische Morphologien, ihre Ränder sind gewellt, gelegentlich sind die Klasten auch puzzlehaft zerfallen. Fließbänderung mit 0,5 bis 1,0 Zentimeter dicken Bändern kann ebenfalls beobachtet werden. Seltene Basaltblöcke aus den unterlagernden Laven wurden integriert. Der Basiskontakt des aufliegenden Pechsteins kann lobenförmig in die Brekzien eindringen. Die Lobenränder sind dann typischerweise unregelmäßig gezähnt und enthalten Brüche, die von Matrixmaterial verfüllt werden.

### Eigentlicher Ignimbrit

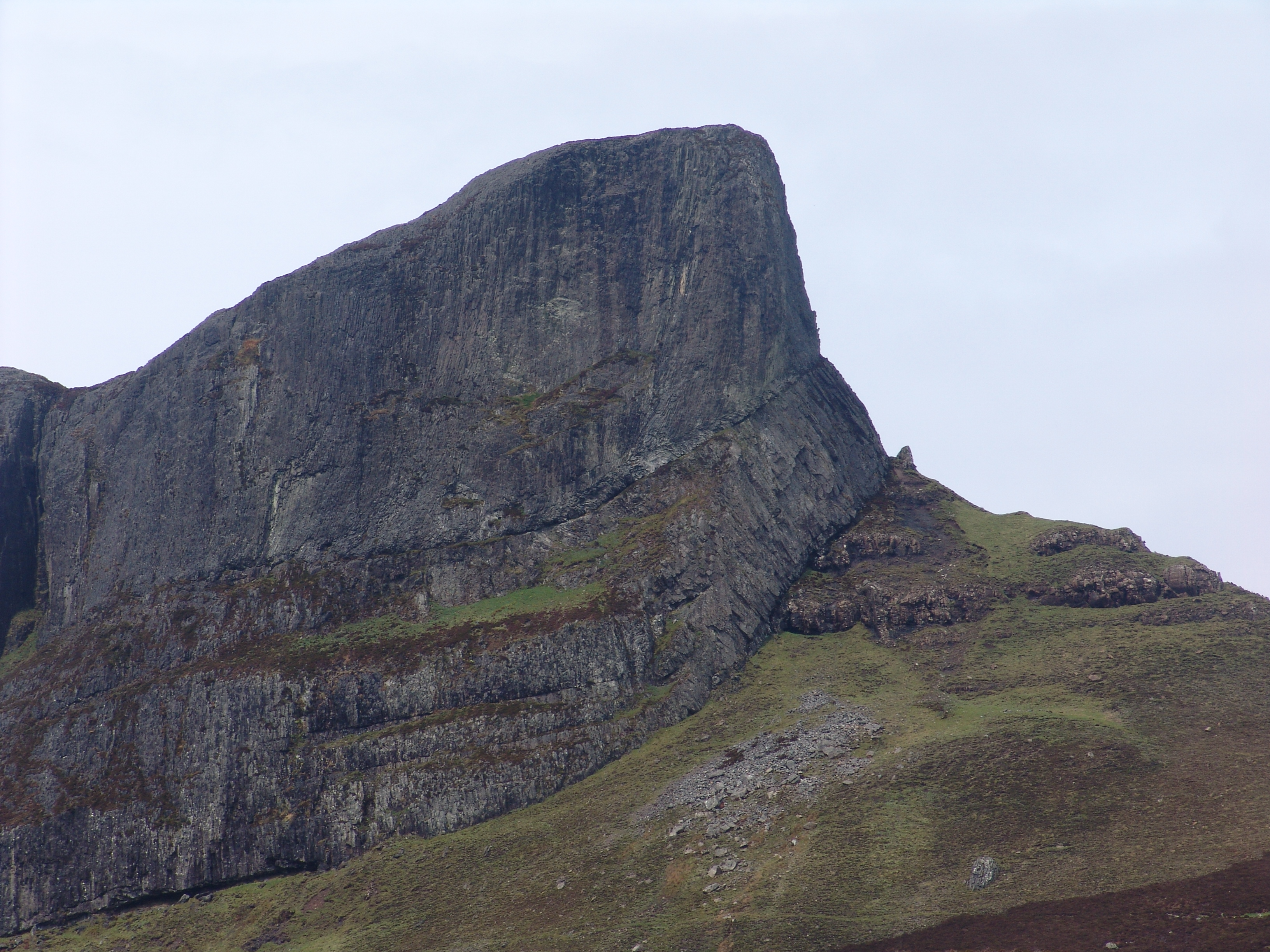
The Nose am An Sgùrr. Gut zu erkennen die nach rechts oben gebogene Erosionsdiskordanz zur unterlagernden Eigg-Lava-Formation. Darüber die verschiedenen Ablagerungseinheiten und ihre jeweiligen Abkühlungssäulen. Die obersten beiden Ablagerungseinheiten sind dabei zu einer einzigen, nahezu vertikalen Steilwand verschweißt. Die untersten fünf Ablagerungseinheiten (links) verschweißen ihrerseits nach rechts zu einer einzigen Einheit mit schräg stehenden Säulen.

Die Formation selbst lässt sich in diskrete Ablagerungseinheiten unterteilen, welche sich durch folgende Charakteristika unterscheiden:
- ihre jetzigen Verwitterungseigenschaften
- die Ausrichtung, Dimensionen und Morphologie der basaltischen Säulen
- scharfe, undulierende Abgrenzungen mit markanten topographischen Brüchen.

Das Fehlen von verwitterten Oberflächen, Paläoböden, pyroklastischen Ablagerungen und Sedimenten an den Einheitsgrenzen lässt aber eindeutig nur auf eine einzige, jedoch gepulste Eruption schließen. Manche Ablagerungseinheiten manifestieren obere und untere Vitrophyrlagen und sind daher als distinkt anzusehen. Insgesamt zeichnen die Ablagerungseinheiten mehrere, recht rasch hintereinander folgende Ignimbritpulse auf, welche im Verlauf der Eruption aus einer ausdauernden, tiefliegenden Pyroklastiksäule heraus als essentiell eigenständige Abkühleinheiten verschweißten, abkühlten und entglasten.
Es folgt jetzt eine etwas allgemein-theoretische Darstellung einer Abkühlungseinheit:
Da Laven ähnelnde Ignimbrite während der länger dauernden Passage eines pyroklastischen Dichtestroms sukzessive abgesetzt werden, bildet sich im Liegenden der Abkühlungseinheit eine basale Grenzschicht (engl. boundary layer) heraus, deren Obergrenze während des Ablagerungsvorganges sodann langsam ins Hangende hoch wandert. Heiße Ignimbritpartikel agglutinieren oder ballen sich direkt entlang der Oberkante der Grenzschicht zusammen. Es erfolgt hier ein Übergang im Strömungsregime von partikelbeladen (in der Überströmung des noch nicht agglutinierten Ignimbrits) nach partikelunbeladen. Das partikelunbeladene, agglutinierte und zusammengeballte Material im Liegenden erfährt jedoch während seiner Ablagerung einen komplexen Verschweißungsprozess und eine Rheomorphose, wobei die Rheomorphose erst nach der Ablagerung wirksam wird. Hierdurch entstehen Fließgefüge –  Fließbänder, zickzackförmige isoklinale Fließfalten (engl. intrafolial folds), Taschenfalten (engl. sheath folds), Stauchfalten (engl. buckle folds) mit Hohlräumen und Lithophysenbildung (mit Chalcedon) sowie Streckungslineare. Die Grenzschicht selbst stellt dabei eine Scherzone dar, induziert durch den darüberstreichenden Ignimbrit.
Im Verlauf dieses Prozesses können vitroklastische Strukturen (beispielsweise gebogene Blasenrandscherben) teilweise oder vollkommen wieder zerstört werden. Das während des Verschweißens und der Rheomorphose sich bildende makroskopische Fließgefüge wird gewöhnlich als Fließbänderung (engl. flow banding) oder Fließlaminierung (engl. flow lamination) bezeichnet. Neben der makroskopischen Fließbänderung entsteht ferner ein prägnantes Mikrogefüge, das als Parataxitisches Gefüge angesprochen wird. Es besteht charakteristischerweise aus gedehnten Bändern parallel zum Fließgefüge und/oder gestreckten, stabartigen Strukturen parallel zur Ausdehnungsrichtung.
Die Bänderungen im Mikro- und Makrobereich unterscheiden sich gewöhnlich in ihrer Färbung, die subtile Unterschiede in der Zusammensetzung und im Gefüge widerspiegelt – Unterschiede, welche durch Scherung, Entglasung und Alteration akzentuiert wurden. Oft wird bei der Beschreibung von lavaähnlichen Ignimbriten der Terminus parataxitisch mit Fließbänderung oder Fließgefüge synonym verwendet. Ignimbrite mit Fließbänderung und/oder parataxitischer Struktur sollten aber besser als hochgradige, rheomorphe, lavaähnliche Ignimbrite klassifiziert werden.
Die Sgurr-of-Eigg-Pitchstone-Formation wird nun insgesamt aus bis zu 7 Abkühlungseinheiten aufgebaut. Unterhalb The Nose im Osten können oberhalb der Brekzie 5 individuelle Abkühlungseinheiten unterschieden werden (Abkühlungseinheiten A bis E). Diese amalgieren jedoch an der Vorderkante zu einer einzigen Einheit, erkennbar an den dort uniform, schräg geneigten Abkühlungssäulen. Die darüber folgende Steilwand besteht ihrerseits aus zwei Ablagerungseinheiten, die aber ebenfalls zu einer einzigen massiven Einheit agglutiniert sind.
Hierzu seien abschließend noch folgende Anmerkungen angebracht:
Die zweite und jede folgende Abkühlungseinheit induzieren in der jeweils darunter liegenden Einheit erneut eine örtliche Rheomorphose, bei der Stauchfalten, offene Falten und Isoklinalfalten entstehen. Während die unteren Lagen bereits ihren Abkühlungsprozess beginnen und die Säulenbildung initiieren, entstehen zwischen den höheren Abkühlungseinheiten die bleichen Vitrophyrlagen. Nach Ende der Eruption schreitet die Abkühlung und die Entglasung fort, die Säulenbildung kann jetzt auf mehrere Einheiten übergreifen und oberhalb der Vitrophyrlagen wachsen entglaste Lithophysen und Lithophysenlagen heran.

## Geochemie

### Hauptelemente
Die folgenden Analysen der Hauptelementoxide stammen vom Höhenrücken des An Sgùrrs – und zwar ausgehend vom Hauptgipfel in Richtung Westen:
| Oxid Gew. % | The Nose | Botterill's Crack | Purphura | Fort  |
| ----------- | -------- | ----------------- | -------- | ----- |
| SiO2        | 68,44    | 68,09             | 66,81    | 66,42 |
| TiO2        | 1,35     | 1,11              | 0,81     | 0,78  |
| Al2O3       | 15,22    | 16,23             | 16,92    | 16,91 |
| FeOtot      | 2,91     | 2,31              | 1,72     | 1,48  |
| MnO         | 0,14     | 0,12              | 0,09     | 0,08  |
| MgO         | 0,21     | 0,57              | 0,87     | 1,31  |
| CaO         | 0,89     | 1,41              | 2,19     | 3,19  |
| Na2O        | 4,92     | 4,51              | 4,18     | 3,92  |
| K2O         | 4,65     | 4,09              | 3,73     | 3,05  |
| P2O5        | 0,36     | 0,26              | 0,17     | 0,13  |
| Al/K+Na     | 1,21     | 1,37              | 1,55     | 1,73  |
| Al/K+Na+Ca  | 1,08     | 1,13              | 1,14     | 1,09  |

Die SiO2-Gehalte schwanken zwischen 66,42 und 68,44 Gewichtsprozent, die Gesteine sind somit felsisch bzw. sauer. Sie sind ferner peraluminos mit Al/K+Na+Ca > 1. Ihre Alkalien (Na + K) schwanken zwischen 6,97 und 9,57 Gewichtsprozent. Gemäß dem TAS-Diagramm handelt es sich somit um Trachydazite und Dazite.
Das Gestein ist quarznormativ und somit an SiO2 übersättigt – mit der Komponente q < 18 %.
Es lässt sich ein deutlicher Trend in der Zusammensetzung erkennen, welcher stratigraphisch bedingt ist (so wurde unterhalb der The Nose das Liegende beprobt, wohingegen die anderen Analysen in der Abfolge immer höher liegen). Die differenziertesten und an SiO2 reichsten Proben liegen an der Basis der Formation, wohingegen die weniger entwickelten Proben hoch aufliegen. Parallel zu SiO2 geht die Entwicklung von TiO2, FeOtot, MnO, Na2O, K2O und P2O5 einher. Gegenläufig sind jedoch Al2O3, CaO und MgO.
Dieser eindeutige Trend ist ein weiteres Indiz für den pyroklastischen Ursprung der Sgurr-of-Eigg-Lava-Formation. Die Zonierung in der chemischen Zusammensetzung des Ignimbrits verlangt nach einer vergleichbar zonierten Magmenkammer bzw. Magmenreservoir – jedoch im umgekehrten Sinn. Die SiO2-reichsten Lagen befanden sich ganz oben in der Magmenkammer. Ihre progressive Leerung (engl. progressive drawdown) bedingte sodann eine sukzessive SiO2-Verarmung. Da die Daten keine Brüche aufweisen, muss die Zonierung in der Magmenkammer sehr graduell und auch nur relativ gering gewesen sein. Sie kann einem fraktionierten Kristallisationsprozess zugeschrieben werden. Wahrscheinlich war aber außerdem noch eine Kontamination durch Krustenschmelzen beteiligt.

### Spurenelemente
Bei den Spurenelementen zeigt Barium mit bis zu 3116 ppm sehr hohe Werte. Angereichert ist auch Cer mit bis zu 177 ppm. Recht niedrige Konzentrationen haben Chrom (maximal 22 ppm) und Nickel (maximal 16 ppm).
Mit steigendem SiO2-Gehalt zeigt das Verhältnis Rubidium/Strontium ein exponentielles Anwachsen, zurückzuführen auf eine von Plagioklas dominierte Fraktionierung. Während des gesamten Fraktionierungsprozesses verhalten sich Zirconium (maximal 847 ppm), Niob (maximal 38 ppm) und Yttrium (maximal 54 ppm) inkompatibel.

## Alter
Anhand von Sanidin konnte mit der Methode 40Ar/39Ar ein Alter von 58,72 ± 0,07 Millionen Jahre (Seelandium) für die Formation ermittelt werden.

## Bedeutung
Bei Akzeptanz der Sgurr-of-Eigg-Pitschstone-Formation als Erosionsüberrest eines Ignimbrits, der aus einer ausgedehnten, schichtigen Glutwolke entstanden war, bleibt die Schlussfolgerung nicht aus, hiermit den ersten bedeutenden, mehr als 100 Meter mächtigen Ignimbrit der Nordatlantischen Magmatischen Großprovinz (engl. North Atlantic Igneous Province) vor sich zu haben.

## Zusammenschau

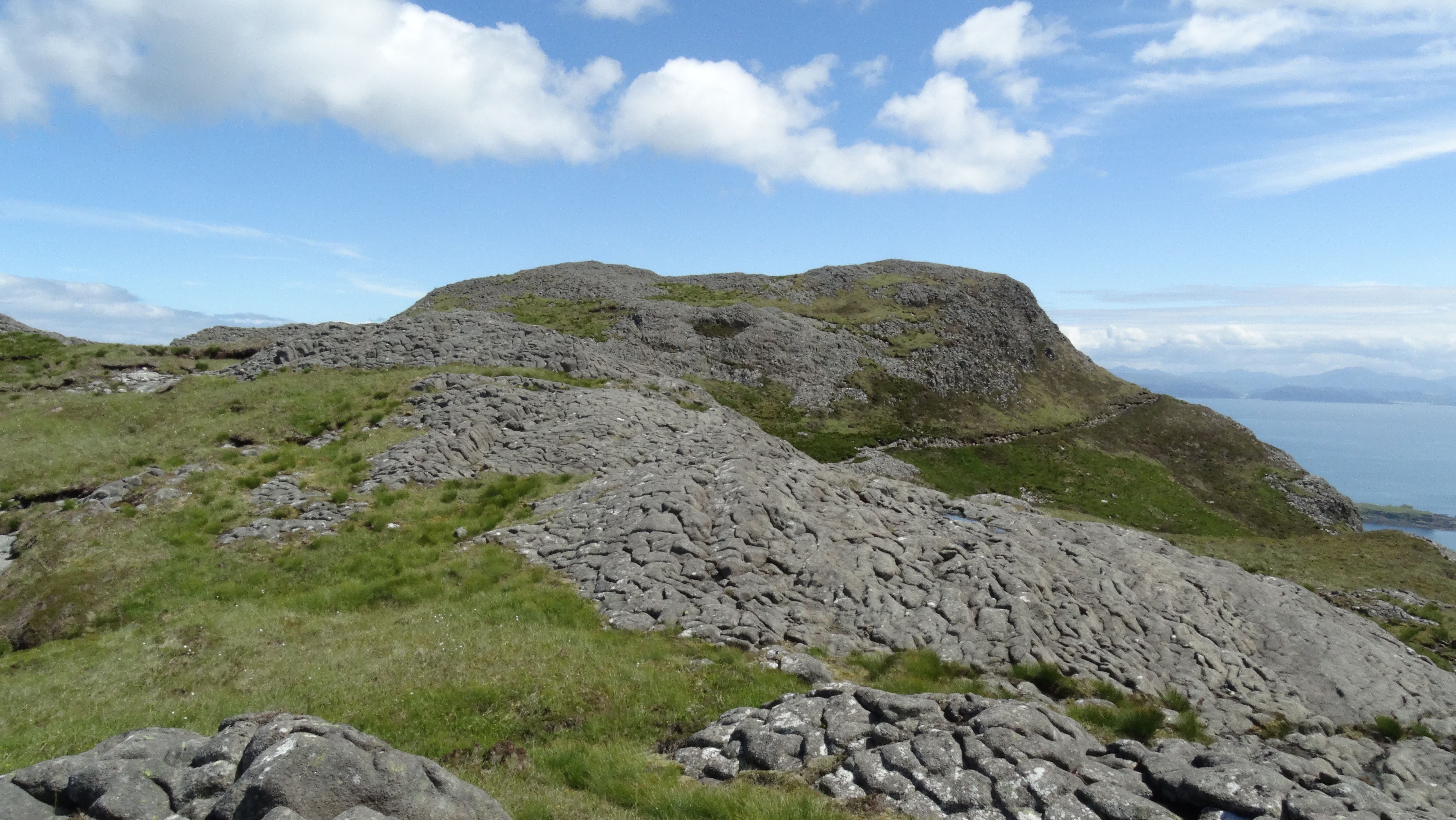
Auf dem Grat des An Sgùrrs, Blick nach Osten zum Gipfel

Die Sgurr-of-Eigg-Pitchstone-Formation setzte mit groben fluviatilen Konglomeraten ein – mittlerweile als Lahare gedeutet. Diese akkumulierten in Tälern eines westorientierten Drainagesystems, das aus den unterlagernden Lavaflüssen der Eigg-Lava-Formation herauserodiert worden war. Der Ignimbrit ergoss sich in diese Täler mit seinen bis zu sieben Ablagerungseinheiten. Die zuunterst liegende Ablagerungseinheit kollabierte in die recht steilen Täler und wurde beim Kontakt mit der Unterlage brekziert. Gleichzeitig kam der glühend heiße Ignimbrit mit nassen Sedimenten in Berührung. Phreatische Explosionen ereigneten sich, so dass die Konglomerate teils zerrissen und in die Brekzien injiziert wurden.
Die ursprüngliche Interpretation der Sgurr-of-Eigg-Pitchstone-Formation als SiO2-reiche Lava mit einem untergeordneten Aschenstrom an der Basis, dem zwei Lavaströme folgen, wird jedoch mittlerweile anhand von Geländebeobachtungen sowie petrographischen und geochemischen Untersuchungen angezweifelt. So reinterpretieren David J. Browne und Brian R. Bell (2013) die Formation vollständig als Ignimbrit, d. h. als Ablagerung eines mehrpulsigen, pyroklastischen Dichtestroms. Kieselsäure-reiche Laven und Ignimbrite sind oft sehr schwierig auseinanderzuhalten – sowohl im Gelände als auch unter dem Polarisationsmikroskop.
Die Autoren basieren ihre Interpretation eines hochgradigen Ignimbrits auf allgegenwärtigen rheomorphen Strukturen (Fließtexturen wie beispielsweise Fließbänderung) und dem gleichzeitig vollkommenen Fehlen von Bimsen. Ihrer Ansicht nach war es zu einer Überkochenden Eruption gekommen (engl. boil-over eruption), bei der niedrige pyroklastische Aschenregen einen nahezu stetigen pyroklastischen Dichtestrom aufrechterhielten. Die eutaxitischen bis parataxitischen, vitroklastischen Strukturen verweisen aber auf ein Anschwellen und Nachlassen der Strömungsstärke sowie auf Variationen in der Ausbruchstemperatur – was wiederum auf das Verschweißen der heißen Partikel einwirkte.
Die Magmenquelle des Ignimbrits ist – nach Isotopenanlysen von Blei, Neodym und Strontium zu urteilen – in granulitfaziellen Gneisen des Lewisians (Hebriden-Terran) zu suchen, welche mit Gesteinen des Torridonians kontaminiert worden waren.